# Pfarrkirche Mattighofen

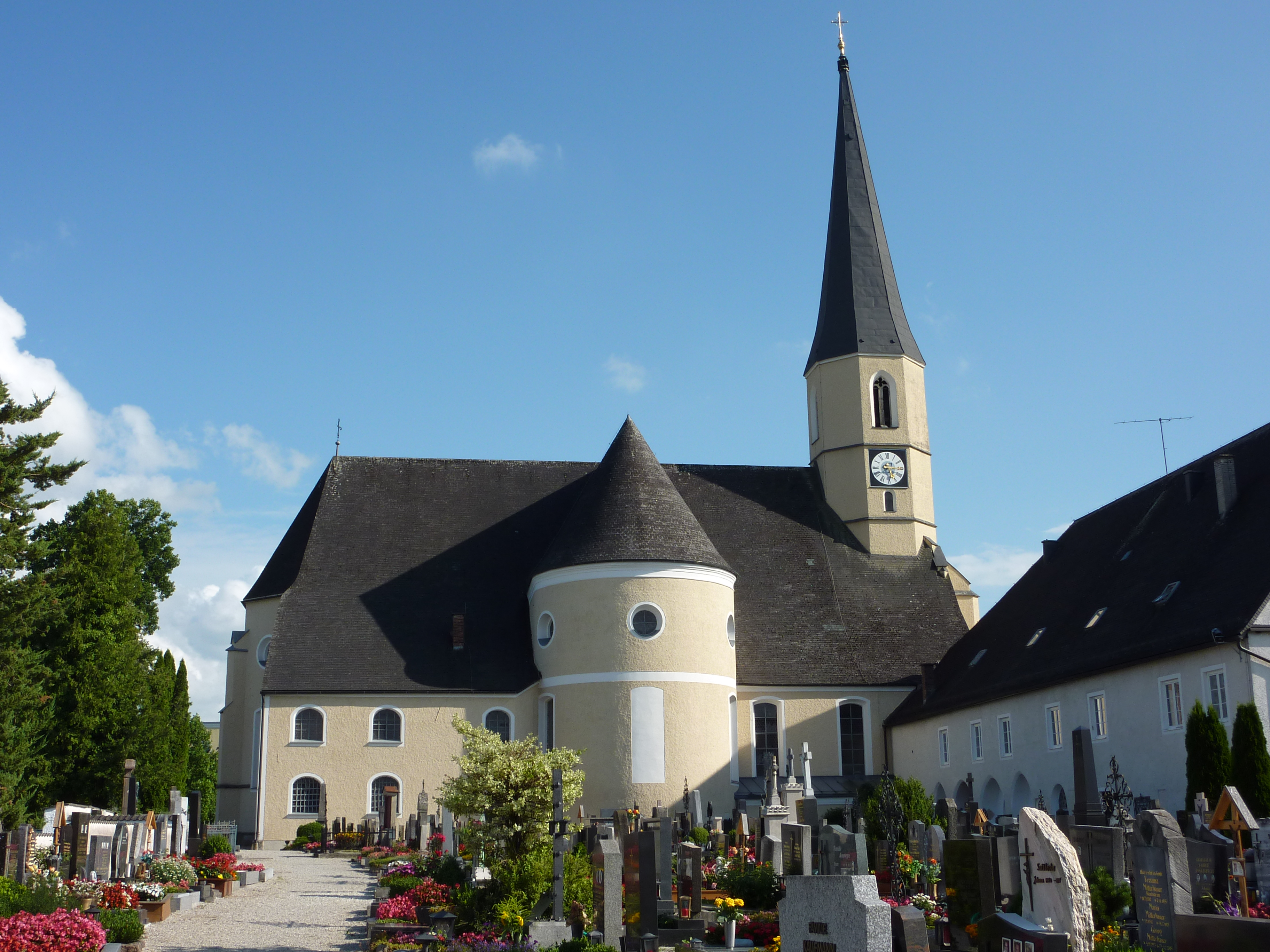
Kath. Pfarrkirche Mariä Himmelfahrt in Mattighofen

Die römisch-katholische Pfarrkirche Mattighofen befindet sich in der Stadtgemeinde Mattighofen im Bezirk Braunau am Inn in Oberösterreich. Die auf das Fest Mariä Himmelfahrt geweihte Kirche wird vom Kollegiatstift Mattighofen betreut und gehört zum Dekanat Mattighofen in der Diözese Linz. Der Kirchenbau und der Friedhof stehen unter Denkmalschutz.

## Geschichte
Der erste Kirchenbau, der am Ort eines keltischen Heiligtums errichtet worden war, geht auf das 6. Jahrhundert zurück, und war Maria geweiht, damit ist die Kirche eine der ältesten Marienkirchen Österreichs. Diese ursprüngliche hölzerne Kirche wurde im 10. Jahrhundert durch einen steinernen Bau ersetzt.
Eine Kirche in Mattighofen wurde 1379 urkundlich genannt. Vom ursprünglich einschiffigen gotischen Kirchenbau sind Teile am Chor und am Turm erhalten.  In der Spätgotik wurde das Dach mit Spitzbögen einbewölbt, der Turm mit gotischen Formen versehen und ein Oratorium angebaut. 
Ab 1649 erfolgte schrittweise eine Barockisierung. Von 1774 bis 1779 erfolgte ein Neubau des Langhauses und eines Querschiffes mit dem Baumeister Franz Anton Kirchgrabner aus München. Dabei wurden die beiden Querhäuser angebaut und die neue Innenausstattung im spätbarocken bis frühklassizistischen Stil ausgeführt.
Die Gewölbefresken und die Einrichtung wurden 1953 restauriert. 1974 erfolgte eine Außenrenovierung, 1986 eine weitere Innenrenovierung.

## Architektur
Das dreischiffige dreijochige pseudobasilikale Langhaus hat ein stichkappentonnengewölbtes Mittelschiff und Seitenschiffe mit Flachkuppeln. Das mächtige Querschiff hat eine quadratische flachhängekuppelgewölbte Vierung und tonnengewölbte Kreuzarme mit halbkreisförmigen Konche. Der zweijochige stichkappentonnengewölbte Chor schließt mit einem Fünfachtelschluss. Das Kircheninnere zeigt korinthische Pilaster. 
Der eingebaute achtseitige gotische Westturm trägt einen Spitzhelm. 
Gotische Gewölbe sind in der alten Sakristei erhalten. Weitere gotische Gewölbe und gotische Fenster sind in den Anbauten unter dem Dach erhalten. Die neue Sakristei hat eine Flachdecke mit Stuck von Johann Michael Vierthaler (um 1710), desgleichen der Stuck im Raum darüber. 

## Ausstattung

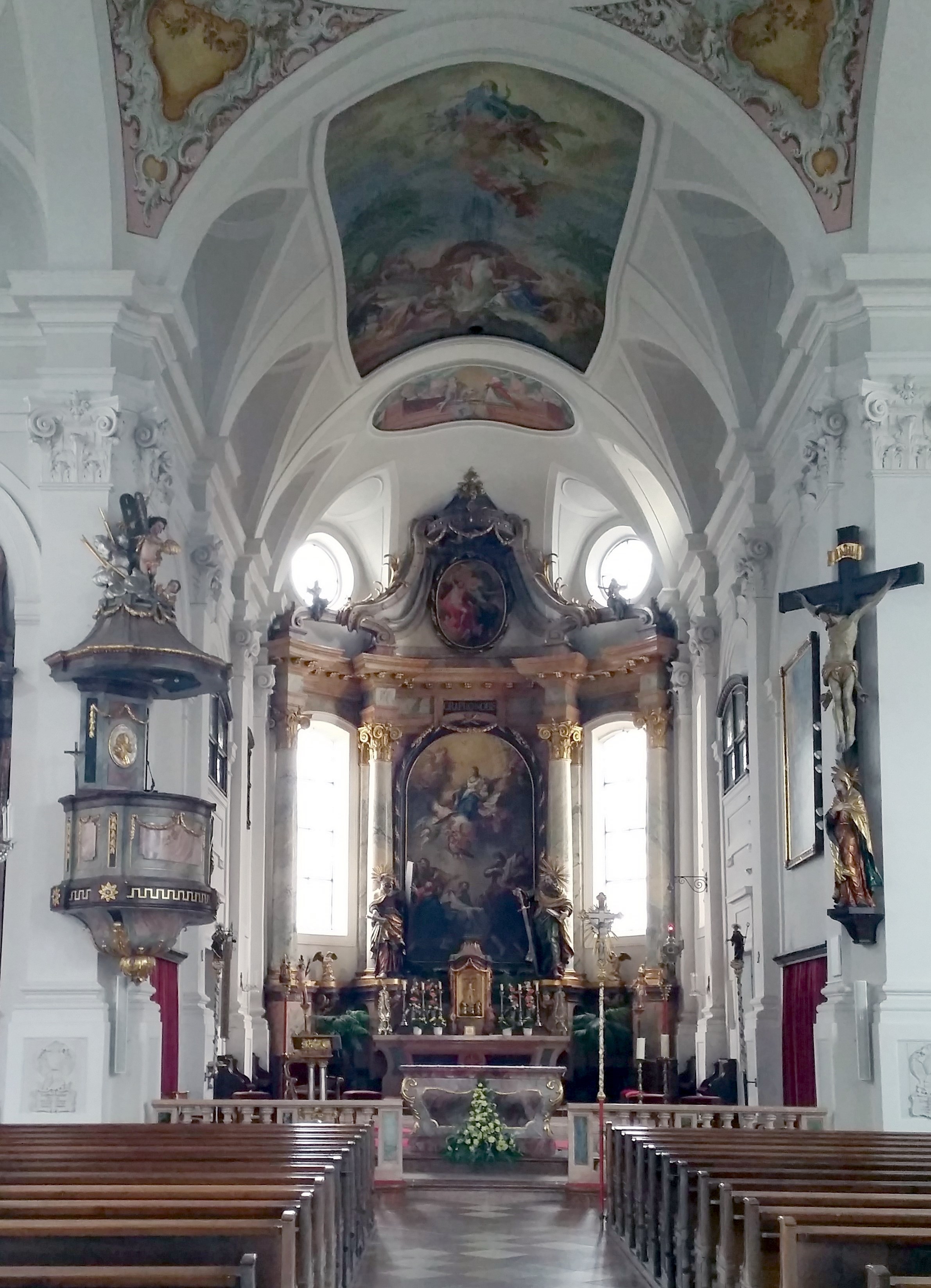
Im Langhaus zum Chor

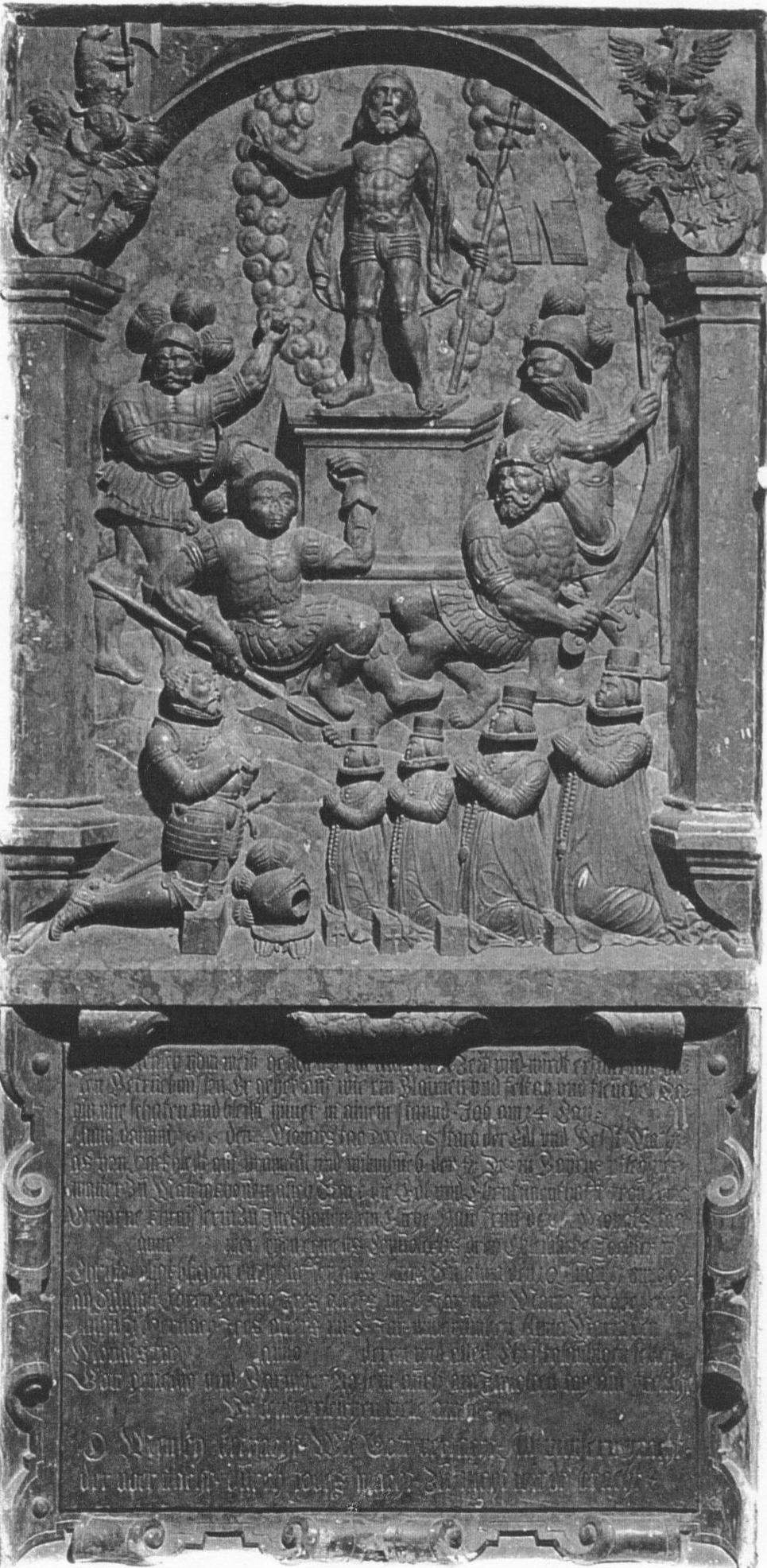
Grabstein Matthias von Hackledt, gest. 1610, mit Frau und Töchter, mit Auferstehungsrelief, um 1600, in der Wintersakristei

### Hochaltar
Der frühklassizistische Hochaltar besitzt ein Altarblatt von Franz Ignaz Oefele (1780), das die Himmelfahrt Mariens zeigt; darüber ist ein rundes Gemälde der heiligen Dreifaltigkeit zu finden, welches aus der Hand des Mattighofener Meisters Joseph Binninger stammt. Der heutige Hochaltar trägt zudem die noch vom alten Hochaltar stammenden bemerkenswerten Statuen Peter und Paul von Thomas Schwanthaler (1676).
Neben dem Hochaltar besitzt die Kirche noch vier weitere Seitenaltäre, darunter eines mit einem Altarbild hl. Florian aus der Hand des Burghauser Meisters Johann Nepomuk della Croce.
Eine sehr schön gemachte Kreuzigungsgruppe ist rechts über der Kommunionbank aufgehängt.
Vom Presbyterium gelangt man auch in die Taufkapelle, die mit Stuckarbeiten von Johann Michael Vierthaler ausgestattet ist.

### Fresken
Die Deckenfresken in den Gewölben des Langhauses und Chores malte ebenfalls Johann Nepomuk della Croce (1780). Ihnen liegt das theologische Konzept der Rettung des Volkes Gottes zugrunde, das wahrscheinlich von Propst Franz Xaver von Mutschelle (1777–1787) erarbeitet wurde. So ist im Mittelschiff der Einzug in die Arche Noah, im linken Seitenschiff die Bergpredigt, der Barmherziger Samariter, der Jakobsbrunnen, im rechten Seitenschiff die Heilung eines Blindgeborenen, die Tochter des Jairus, Christus schreibt auf dem Boden, in der Vierung die Königin von Saba, in den Querarmen die Eherne Schlange, die Flucht aus Sodom, im Chor Mariä Himmelfahrt dargestellt. Besonders interessant sind die Darstellung der Szene Ester vor König Xerxes in der Vierung und die Darstellung des Stifterehepaares Hans Kuchler und Katharina von Kraig mit den ersten Chorherren über dem Hochaltar.

### Orgel
Im Jahre 1997 wurde eine neue Orgel eingebaut, die auch als Konzertorgel genützt werden kann.

### Kreuzgang

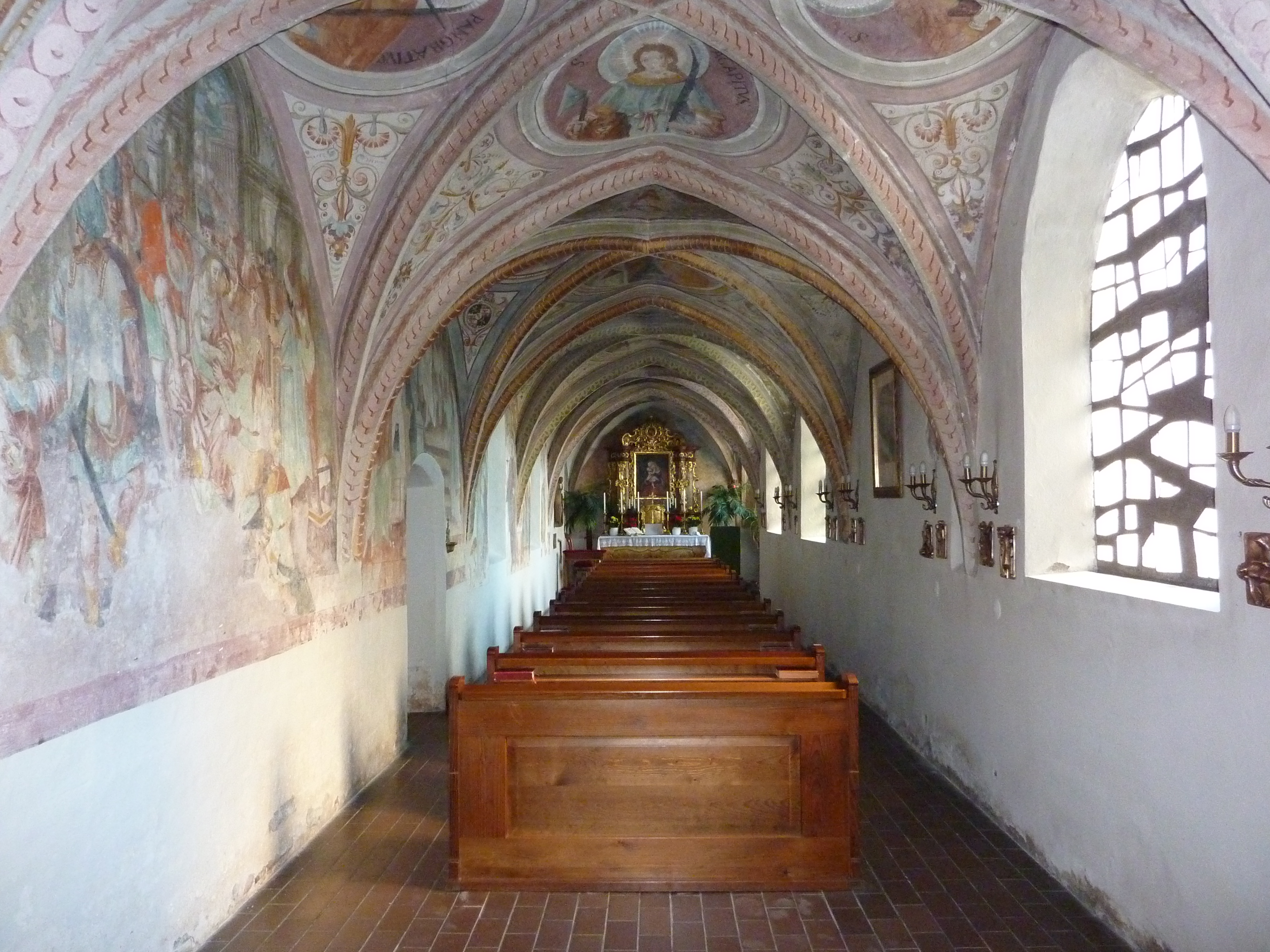
Werktagskapelle

Ein Teil des gotischen Kreuzganges, der die Kirche mit dem benachbarten Wohngebäude des Kollegiatstifts verbindet, ist erhalten und mit Fresken aus der Renaissancezeit ausgestattet. Er wird als Werktagskapelle genutzt.

### Geläute
Nachdem das Geläute den beiden Weltkriegen zum Opfer gefallen war, wurden am 1. Oktober 1949 neue Glocken bei der Gießerei Pfundner in Wien bestellt, die am 18. Dezember geweiht wurden:
- Glocke 1 Ton c‘ 1955 kg Marienglocke
- Glocke 2 Ton e‘ 1055 kg Josefsglocke
- Glocke 3 Ton g‘ 564 kg Petrus und Paulus
- Glocke 4 Ton a‘ 425 kg hl. Florian, hl. Leonhard, hl. Sebastian

Eine kleine Sterbeglocke von 1695 ist erhalten.

### Liturgische Geräte
Vor allem aus der späten Barockzeit sind dem Stift einige sakrale Gegenstände von zum Teil bedeutendem kunst- und kulturhistorischem Wert erhalten. So etwa eine 90 cm hohe Monstranz aus 1760/1770 oder eine Lavabogarnitur, welche das Wappen des Propstes Joseph Ferdinand Guidobald Graf von Spaur (später bayerischer Hofbischof in München) zeigt. Auch 2 mit Emailplaketten versehene Kelche besitzt das Stift.